# Zéro d'une fonction
Pour les articles homonymes, voir Zéro (homonymie).

La fonction représentée ci-dessus admet deux zéros, l'un entre −3 et −2, l'autre entre −1 et 0.

En mathématiques, un zéro ou point d'annulation d'une fonction est une valeur en laquelle cette fonction s'annule. Autrement dit, il s'agit d'un antécédent de la valeur zéro.
En particulier en analyse réelle, les zéros d'une fonction d'une variable correspondent aux abscisses des points d'intersection de sa courbe avec l'axe des abscisses.
La détermination des zéros d'une fonction {\displaystyle f} revient à résoudre l'équation {\displaystyle f(x)=0}.

## Exemples
- Les racines d'un polynôme sont les zéros de sa fonction polynomiale associée.
- Les zéros de la fonction sinus sont les nombres qui s'écrivent kπ, où k est un entier relatif.
- Soit X un espace topologique. L'ensemble des zéros de toute fonction continue de X dans ℝ est un fermé de X. La réciproque est vraie si et seulement si X est parfaitement normal.

## Méthode de recherche
Il existe plusieurs méthodes pour approximer un zéro d'une fonction continue de ℝ dans ℝ, par exemple :
- Méthode de dichotomie
- Méthode de la sécante
- Méthode de Newton